# Amo (альбом)
Amo (стилизовано как «amo», португ. «я люблю») — шестой студийный альбом британской рок-группы Bring Me the Horizon, выход которого состоялся 25 января 2019 года. Альбом был анонсирован 22 августа 2018 года вместе с выпуском первого сингла «Mantra» (выход клипа на который состоялся 24 августа 2018 года). Продюсерами данного релиза являются вокалист Оливер Сайкс и клавишник Джордан Фиш. Преимущественно запись альбома велась в Лос-Анджелесе на студии звукозаписи Sphere & Madden Studios.
Альбом продолжил тенденцию ухода группы от металкор-звучания в сторону поп-рока и электронной музыки, начатую предыдущим альбомом That’s the Spirit. Он также содержит элементы хип-хопа и трэпа.
В поддержку альбома был анонсирован мировой тур под названием First Love World Tour.

## Об альбоме

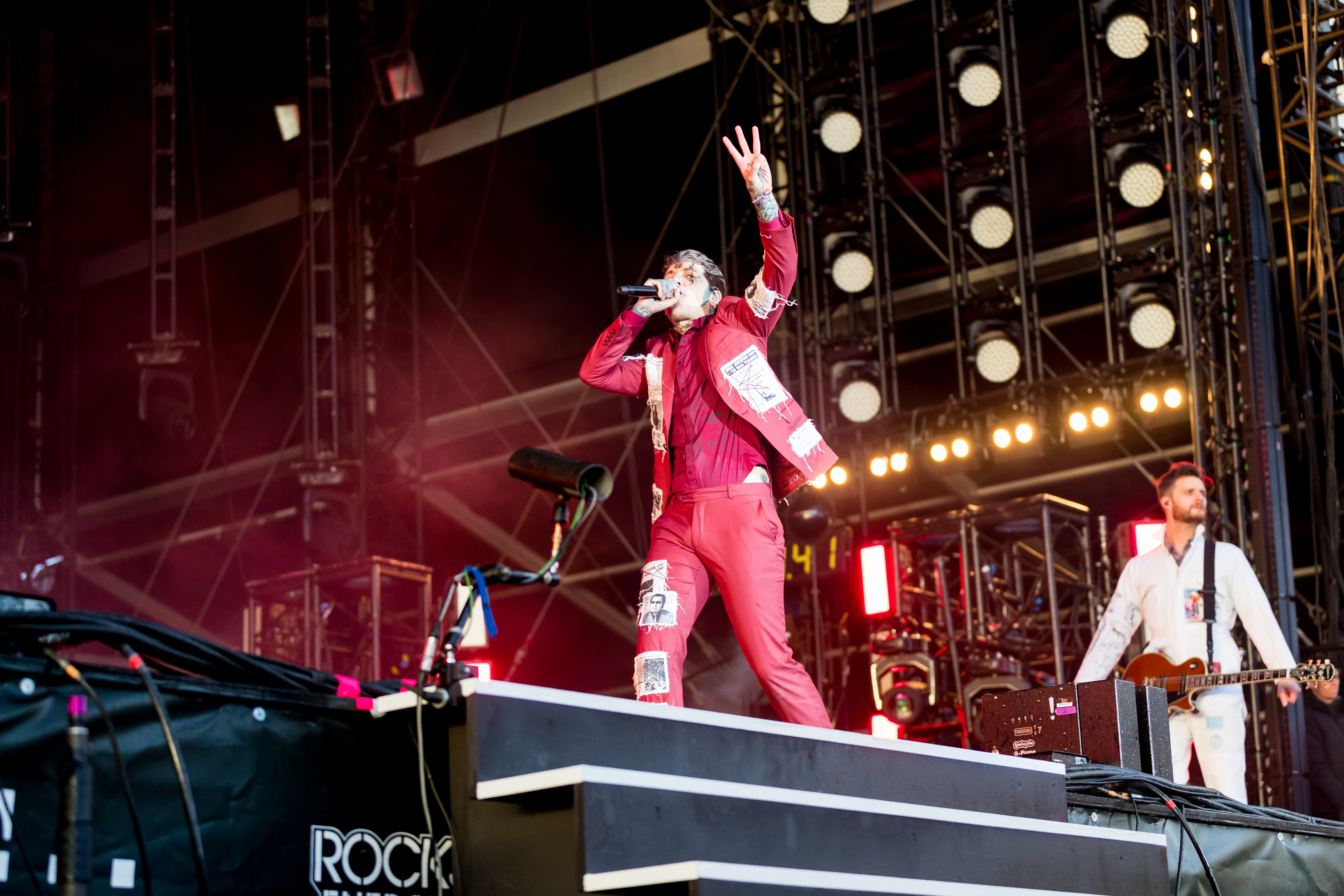
Живое выступление Bring Me the Horizon на Rock am Ring в 2019 году

Название альбома написано на португальском языке и означает «я люблю»; вокалист Оливер Сайкс сказал об альбоме следующее: 

Также это альбом о любви, который исследует каждый аспект этой самой сильной эмоции. […] В нём рассказывается о хорошем, плохом и уродливом, и в результате мы создали альбом, который является более экспериментальным, более разнообразным, странным и замечательным, чем всё, что мы делали раньше.
Позже он прокомментировал, что Amo — это концептуальный альбом о любви, поскольку «в конце концов всё сводится к этому». Сайкс также сказал, что часть лирического содержания касается его развода.
Альбом был впервые раскручен рекламной кампанией рекламных щитов по всему Лондону и другим городам по всему миру с символами, которые группа использовала в прошлом на них, наряду со словами «Do you wanna start a cult with me?» (с англ. — «Ты хочешь начать культ со мной?») — строчка из песни «Mantra». Веб-сайт под названием joinmantra.org также было запущено сообщение с надписью «Salvation will return» (с англ. — «Спасение вернётся») и номером телефона, по которому при звонке в разное время показывались различные аудиоклипы, в том числе один из женщин по имени Саманта, заявляющих: «Они заставляют меня это делать. Я не знала, во что ввязываюсь».
Впоследствии премьера песни «Mantra» состоялась на BBC Radio 1, и Сайкс сказал Энни Мак следующее: «Короче, мы ушли и записали кое—что, и это первое, что мы хотели показать людям о нашем возвращении. Он совершенно другой, но в нём есть сходство — это то, чем мы хотели поделиться с миром». Сайкс заявил, что песня «Mantra» «на самом деле» не отражает звучание всего альбома, также сказав, что «каждая песня на пластинке совершенно другая. Это намного более экспериментальный альбом, чем наш крайний».
21 октября группа выпустила свой второй сингл «Wonderful Life» с участием Дэни Филта, а также трек-лист для Amo. В тот же день группа объявила, что дата выхода альбома перенесена на 25 января 2019 года.
3 января 2019 года группа выпустила третий сингл «Medicine» и музыкальное видео на него. 22 января группа выпустила свой четвёртый сингл «Mother Tongue». 24 января группа выпустила свой пятый сингл «Nihilist Blues» с участием канадской певицы Граймс. 26 июля группа выпустила шестой сингл «Sugar Honey Ice & Tea» вместе с сопровождающим музыкальным видео. 21 октября группа выпустила седьмой сингл «In the Dark» вместе с сопровождающим музыкальным видео с участием американского киноактёра Фореста Уитакера.

## Приём критиков
| Совокупная оценка    | Совокупная оценка |
| Источник             | Оценка            |
| -------------------- | ----------------- |
| Album of the Year    | 75/100            |
| AnyDecentMusic?      | 6.9/10            |
| Metacritic           | 85/100            |
| Оценки критиков      |                   |
| Источник             | Оценка            |
| AllMusic             | [ 8 ]             |
| Consequence of Sound | B                 |
| Exclaim!             | 7/10              |
| The Independent      | [ 26 ]            |
| The Guardian         | [ 27 ]            |
| Kerrang!             | 5/5               |
| Metal Injection      | 7.5/10            |
| NME                  | [ 30 ]            |
| Substream Magazine   | [ 31 ]            |
| Wall of Sound        | 7.5/10            |

Amo получил признание музыкальных критиков. На Metacritic, который присваивает нормализованный рейтинг из 100 рецензий основных критиков, альбом имеет средний балл 85 из 100 на основе 12 рецензий, что указывает на «всеобщее признание». AllMusic дал альбому положительный отзыв, сказав, «Amo — это захватывающая поездка в жанре, которая знаменует собой смелую новую эру для группы». The Independent назвала альбом «запоминающимся и эклектичным», но также сказала, что «amo не удовлетворит всех поклонников BMTH…[но принесёт] несколько новых». В NME похвалили альбом, назвав интерлюдии «тёмными и механическими» и «захватывающими указателями в будущее». В положительном обзоре журнала Substream Magazine говорится: «Способ, которым „Horizon“ пронизывает жанры и погружается в них дальше, является сложным».

## Список композиций
| №                   | Название                                   | Длительность |
| ------------------- | ------------------------------------------ | ------------ |
| 1.                  | «I Apologise If You Feel Something»        | 2:19         |
| 2.                  | «Mantra»                                   | 3:53         |
| 3.                  | «Nihilist Blues» (совместно с Граймс)      | 5:25         |
| 4.                  | «In the Dark»                              | 4:31         |
| 5.                  | «Wonderful Life» (совместно с Дэни Филтом) | 4:34         |
| 6.                  | «Ouch»                                     | 1:49         |
| 7.                  | «Medicine»                                 | 3:47         |
| 8.                  | «Sugar Honey Ice & Tea»                    | 4:21         |
| 9.                  | «Why You Gotta Kick Me When I'm Down?»     | 4:28         |
| 10.                 | «Fresh Bruises»                            | 3:18         |
| 11.                 | «Mother Tongue»                            | 3:37         |
| 12.                 | «Heavy Metal» (при участии Rahzel)         | 4:00         |
| 13.                 | «I Don't Know What to Say»                 | 5:52         |
| Общая длительность: | Общая длительность:                        | 51:54        |

## Участники записи
Информация взята с AllMusic.

| Bring Me the Horizon - Оливер Сайкс — вокал, продюсирование - Ли Малиа — гитара - Джордан Фиш — программирование, клавишные, бэк-вокал, продюсирование, инжиниринг, перкуссия - Мэтт Кин — бас-гитара - Мэтт Николлс — ударные, перкуссия Дополнительные музыканты - Граймс — гостевой вокал в 3 треке - Дэни Филт — гостевой вокал в треке 5 - Rahzel — гостевой вокал и битбоксинг в треке 12 | Дополнительный персонал - Ромеш Додангода — инжиниринг - Дэн Ланкастер — микширование - Тед Дженсен — мастеринг - Алехандро Байма, Франческо Камели, Ник Миллс, Дэниэл Моррис — ассистенты инжиниринга - Рис Мэй — микширование, инжиниринг - Мэт Эш and Крейг Дженнингс — арт - Даррен Оорлофф — дизайн - Pretty Puke — фотография - Choir Noir — дополнительный вокал - Parallax Orchestra — оркестр |

## Позиции в чартах
| Чарт (2019)                         | Высшая позиция |
| ----------------------------------- | -------------- |
| Австралия (ARIA)                    | 1              |
| Австрия (Ö3 Austria)                | 5              |
| Бельгия/Фландрия (Ultratop)         | 2              |
| Бельгия/Валлония (Ultratop)         | 22             |
| Канада (Canadian Albums Chart)      | 12             |
| Чехия (ČNS IFPI)                    | 6              |
| Нидерланды (Album Top 100)          | 12             |
| Финляндия (Suomen virallinen lista) | 7              |
| French Albums (SNEP)                | 40             |
| Германия (Offizielle Top 100)       | 3              |
| Венгрия (MAHASZ)                    | 26             |
| Ирландия (IRMA)                     | 15             |
| Italian Albums (FIMI)               | 20             |
| Япония (Oricon)                     | 28             |
| New Zealand Albums (RMNZ)           | 9              |
| Норвегия (VG-lista)                 | 19             |
| Польша (ZPAV)                       | 17             |
| Португалия (AFP)                    | 8              |
| Шотландия (Scottish Albums Chart)   | 1              |
| Spanish Albums (PROMUSICAE)         | 19             |
| Swedish Albums (Sverigetopplistan)  | 16             |
| Швейцария (Schweizer Hitparade)     | 6              |
| Великобритания (UK Albums Chart)    | 1              |
| США (Billboard 200)                 | 14             |

## Сертификация
| Регион | Сертификация | Продажи |
| --- | ------------ | ------- |
| Россия (NFPF) | Золотой      | 5,000*  |
| Великобритания (BPI) | Золотой      | 100 000 |
| * Данные о продажах приведены только на основе сертификации. ^ Данные о тиражах приведены только на основе сертификации. |              |         |